# Coleomyia albula
Coleomyia albula är en tvåvingeart som först beskrevs av Axel Leonard Melander 1924.  Coleomyia albula ingår i släktet Coleomyia och familjen rovflugor. Inga underarter finns listade i Catalogue of Life.